# László Kish
László Kiss detto anche Ladislao Kish (Debrecen, 15 febbraio 1904 – ...) è stato un regista e sceneggiatore ungherese che lavorò nel cinema italiano.

## Biografia
Frequentò il Conservatorio d'Arte Drammatica di Budapest e fu nel suo paese attore di prosa, giornalista ed aiuto-regista teatrale. Avvicinatosi al cinema, fu dal 1928 al 1935 in Francia, Inghilterra e Argentina, paesi dove svolse l'attività di aiuto-regista e montatore.
Dal 1940 fu in Italia, dove esordì l'anno dopo alla regia con Il sogno di tutti. Suo film di maggiore rilevanza fu La signorina (1942).
La data di morte non è conosciuta.

## Filmografia
- Il sogno di tutti (1941) - co-regia con Oreste Biancoli
- I sette peccati (1942)
- La signorina (1942)
- Notte di fiamma (1942)
- Finalmente sì (1943)
- Il cavaliere dalla spada nera (1956) - co-regia con Luigi Capuano